# Buru
|  | Aquest article tracta sobre una illa d'Indonèsia. Vegeu-ne altres significats a «Buru (mesura de superfície)». |

Buru és una illa indonèsia d'uns 100.000 habitants pertanyent a les Moluques, situada entre el mar de les Moluques i el Mar de Banda, a l'oest de Seram i Ambon.

## Particularitats
Buru és la tercera illa més gran de l'arxipèlag després de Halmahera i Seram. A la costa nord-oriental se situa Namlea, que n'és la ciutat i el port principal. El Gunung Kaplamada, de 2.729 m, n'és la màxima altitud.

## Història
Poblada des de temps molt antics, la població originària de Buru vivia a l'interior de l'illa, zona gairebé inaccessible plena de boscos i de muntanyes.
Als segles xv i xvi Buru va estar sota la influència política del regne de Ternate. A partir del 1658 va pertànyer a la Companyia Holandesa de les Índies Orientals, fins a la independència d'Indonèsia. Els holandesos varen forçar molts dels habitants de l'illa a abandonar llurs poblats de l'interior i varen fondejar poblacions costaneres on també es varen establir colons musulmans provinents d'altres illes.
Durant el temps del president Suharto Buru va esdevenir una mena de colònia penal on es varen empresonar milers de presoners polítics víctimes de l'anomenat "Nou Ordre". Mentre es trobava empresonat a Buru, l'escriptor indonesi Pramoedya Ananta Toer va escriure la seva obra "Els Quartets de Buru".

## Geografia
L'illa de Buru es troba entre dos mars de l'oceà Pacífic: el mar de Seram (en indonesi: Laut Seram) al nord i el mar de Banda (en indonesi: Laut Banda) al sud i a l'oest. A l'est, està separat per l'estret de Manipa (en indonesi: Selat Manipa) de l'illa de Seram (indonès: Pulau Seram). Amb una àrea de 9.505 km² Buru és la tercera més gran entre les Moluques (en indonesi: Kepulauan Maluku) després de Halmahera i Seram.

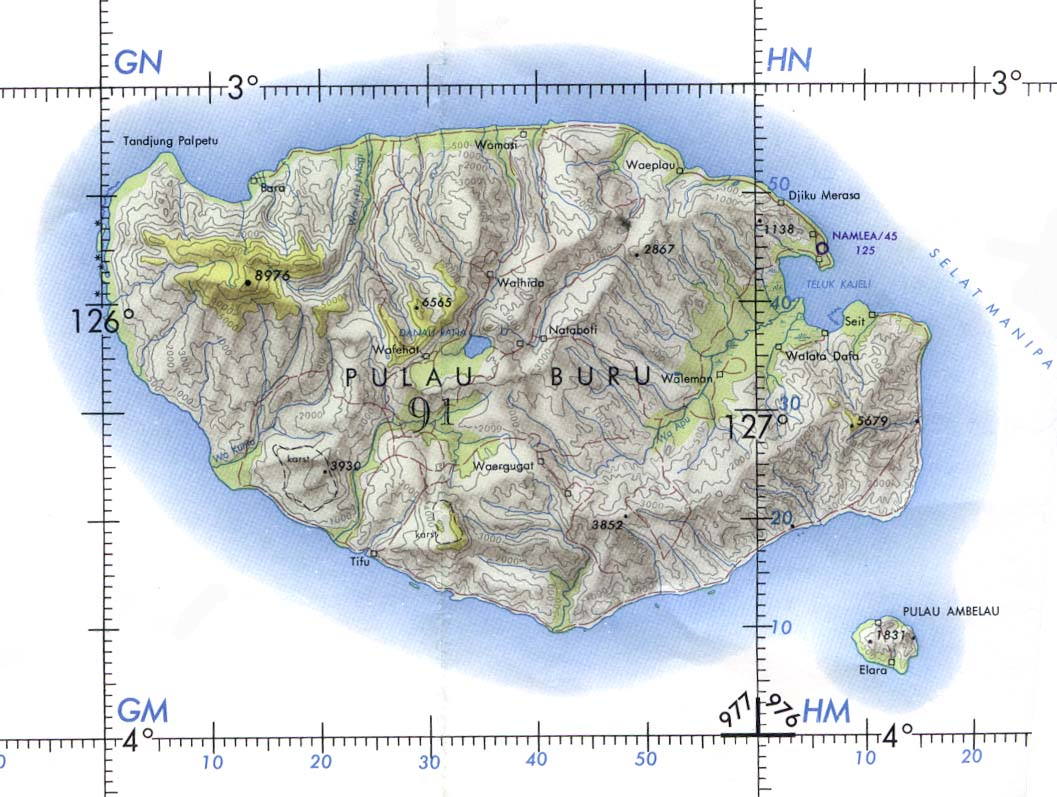
Mapa de Buru

Buru té forma d'oval amb 130 km en direcció est-oest i 90 km en direcció nord-sud. La línia costanera és suau, amb un sol entrant significatiu, la Badia Kayeli, situada a la banda oriental de l'illa. Té una amplada màxima de 17 km, que es redueix a 9 km a la boca de la badia. La llargada de la costa a l'interior és de vora 50 km. A la part nord de la boca se situa Namlea, la ciutat més gran de Buru.
El cim de l'illa és Mont Kapalatmada (2700m) també anomenat Kepala Madan, Kepalat Mada o Ghegan. A prop de la costa de Buru hi ha diverses illes menors que romanen inhabitades: Ambalau (vora 10 km de diàmetre a un 20 quilòmetres al sue-est de Buru), Tenga, Fogi, Oki i Tomahu.
L'illa és majoritàriament muntanyosa, especialment a la part central i occidental. Dels 9.505 km² de la superfície de l'illa, 1.789 km² es troben a 900 m sobre el nivell mitjà del mar, 872 km² per sobre dels 1.200 m i 382 km² per sobre dels 1.500 m. Les zones planes es troben en franges estretes prop de la costa i al llarg de les ribes del riu Apo. Allà formen una vall del mateix nom. Gran part de l'illa està coberta de selva tropical.
El riu Apo és el riu més llarg de Buru. Flueix gairebé directament cap al nord-est i desemboca a la badia de Kayeli; el seu jaç és molt sinuós, amb revoltes i meandres al llarg de tota la seva longitud. Altres dos rius permanents són Geren i Nibe; la resta són rius intermitents amb cabal discontinu. El cabal fluvial varia significativament al llarg de l'any, arribant a un màxim en l'època de pluges. Les fonts indonèsies sovint inclouen wae (que significa riu) abans dels noms dels rius; per tant, Apo es coneix sovint com a Waeapo o Wae Apo, o Apu en alguns dialectes locals. Al centre de l'illa, a una altitud de 767 metres, es troba el llac d'aigua dolça Rana (indonesi: Danau Rana). Aquest és l'únic llac significatiu de Buru; Té una forma gairebé rectangular amb una longitud d'uns 4,3 km, una amplada d'uns 2,7 km i una superfície d'11,5 km².

## Geologia
L'escorça està formada per diversos tipus de dipòsits. Està dominat per roques sedimentàries cenozoiques, probablement originàries del continent australià; També hi ha roques volcàniques més joves i dipòsits al·luvials més recents. Els dipòsits sedimentaris en forma de llim, torba, sorra i fang es troben majoritàriament a les valls fluvials. Les roques metamòrfiques de pissarra, esquists i arcoses dominen la part nord de l'illa. Molt pocs jaciments minerals de Buru tenen valor industrial, i només la pedra calcària s'extreu comercialment. Tanmateix, l'any 2009 es van descobrir importants reserves de petroli i gas a la plataforma continental. Hi ha nombrosos esculls de corall al voltant de l'illa. El sòl es compon principalment de podsol groc-vermell, organosol, grumosol i diverses mescles.

## Clima
El clima és monsònic equatorial, humit i, en general, típic de les illes Moluques. L'estació de pluges s'estén d'octubre a abril amb les pluges més altes al desembre-febrer. Malgrat la mida relativament petita de l'illa, el seu terreny muntanyós dona lloc a diverses zones climàtiques. A part de la reducció de la temperatura amb l'altitud, les variacions de temperatura entre aquestes zones són insignificants, amb una mitjana anual d'uns 26 °C, Tanmateix, la precipitació anual difereix i ascendeix a 1.400–1.800 mm al nord, 1.800–1.800 mm. 2.000 mm al centre, 2.000–2.500 mm al sud i 3.000–4.000 mm a les muntanyes, a una altitud superior als 500 m.

## Ecologia
L'Ecoregió terrestre Boscs tropicals humits de Buru, definida per la WWF, s'estén per l'arxipèlag de les Moluques.
Com que Buru es troba al límit entre les zones biogeogràfiques d'Austràlia i Àsia, la seva flora i fauna són úniques i són objecte d'investigació científica nacional i internacional. Com la resta de les illes de l'arxipèlag de les Moluques, Buru pertany a l'àrea de la línia de Wallace, de gran interès científic a causa de la seva rica biodiversitat, a cavall entre el Sud-est asiàtic i Oceania. A l'illa hi va viure una subespècie de l'òliba de campanar de Tanimbar, que actualment es creu que està extinta.

## Flora i fauna

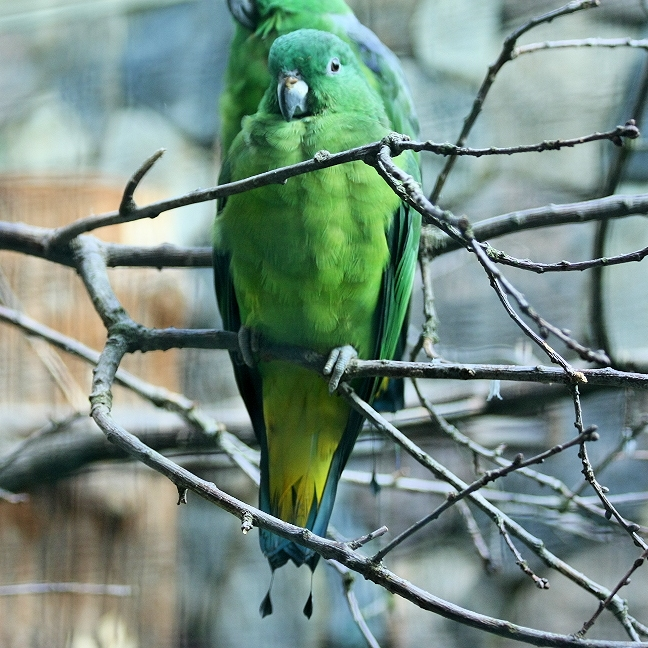
Femella en primer pla i mascla en segon, de lloret de raquetes de Buru, espècie endèmica de l'illa. Exemplars en captivitat.

De les 25 espècies de mamífers que es troben a l'illa, almenys quatre són endèmiques de Buru i les illes més properes a aquesta. L'espècie local de porc salvatge anomenada babirussa de Buru es distingeix de les altres espècies del gènere Babyrousa per tenir un pèl corporal relativament llarg i gruixut. També té un contingut de greix molt baix a la seva carn (només un 1,27% enfront del 5-15% dels porcs domèstics) i és considerat com una delícia entre la població local, que l'afavoreix a altres porcs salvatges o cérvols pel que fa a la textura i el sabor. També hi ha tres tipus de ratpenats endèmics de Buru: la guineu voladora d'Amboina, la guineu voladora de l'illa Ceram i el ratpenat de nas tubular de les Moluques.
De les 178 espècies d'ocells registrades, 10 són endèmiques de Buru i les illes properes: Lloret de raquetes de Buru, lloro becgròs de Buru, lori de Buru, menjamel de Buru, eruguera de Buru, papamosques gorjaestriat (Rhinomyias additus), madanga, zosterop de Buru, Rhipidura superflua i monarca de Buru. Entre aquests, la Unió Internacional per a la Conservació de la Naturalesa considera que la Madanga està en perill d'extinció i el lloro becgròs de Buru vulnerable (amenaçat); ambdues espècies només es van observar en zones molt limitades de l'illa de Buru. Hi ha altres 19 ocells gairebé endèmics de Buru: l'esparver de les Moluques, el megàpode de Forsten, el megàpode de les Moluques (Megapodius wallacei), el colom imperial d'ulleres, el colom muntanyenc de Buru, el lori vermell, nínox de Seram, L'òliba de les Tanimbar, el mel·lífer del Wakolo, frare de Buru, Pachycephala griseonota, Monarcha pileatus, Myiagra galeata, Oriolus bouroensis, Coracina ceramensis, tord de Buru, papamosques de Buru, boscaler de Buru (Locustella disturbans) i el picaflors de Buru. Entre les papallones, el 25% dels Pieridae i el 7% dels Papilionidae que es troben a Buru són endèmics de l'illa.
La vegetació és característica dels boscos tropicals de terra baixa perenne i semiperenne, amb la família dominant de Dipterocarpaceae, gèneres de Hopea, Shorea i Vatica, i les espècies individuals d'Anisoptera thurifera, Hopea gregaria, Hopea iriana, Hopea novoguineensis, Shorea assamica, Shorea montigena, Shorea selanica i Vatica rassak. Alguns d'aquests arbres poden arribar a fer més de 30 metres i solen estar units per lianes gruixudes i altres epífits. A Buru també hi ha boscos oberts, boscos i zones de sabana. L'arbre d'escorça resistent al foc Melaleuca cajuputi és comú a les zones seques. La part nord-oest de l'illa té penya-segats de pedra calcària escarpades cobertes per boscos mixts que inclouen arbres de Shorea, i Dacrydium novo-guineense, que està present al cim de les muntanyes.
Els boscos primaris constitueixen el 60% de l'illa, i es troben principalment a les zones d'Air Buaya i Waeapo. Només hi ha un 0,51% de boscos secundaris, al districte de Batabual, i un 0,9% de manglars, a Waeapo, Air Buaya, Batabual i Namlea. Una part important de l'illa (23,10%) està ocupada per arbustos, i només el 5,83% és terra oberta, que s'estén per la majoria dels districtes de Buru.

## Divisió administrativa
L'illa pertany a la província indonèsia de Maluku (en indonesi: Propinsi Maluku). Fins a 1999, va formar part de la Regència Central Maluku (indonesi: Kabupaten Maluku Tengah) i després es va convertir en una regència separada del mateix nom.
El 2008, es va dividir en la Regència de Buru (indonesi: Kabupaten Buru) i la Regència de Buru del Sud (indonesi: Kabupaten Buru Selatan).
La Regència de Buru té una superfície de 7.595,58 km² i el centre administratiu a Namlea. Està dividit en 10 districtes: Namlea (centre a Namlea), Waeapo (centre - Waenetat), Waplau (centre - Waplau), Batubual (centre - Ilath), Teluk Kaiely (centre - Kaiely), Waelata (centre - Basakak), Lolong Guba (centre - Kubalahin), Lilialy (centre - Sawa), Air Buaya (centre - Air Buaya) i Fena Leisela (centre - Wamlana). El governador (regent o en indonesi: bupati, a partir d'octubre de 2009) era Husni Hentihu i el viceregent era Ramli Umasugi.
La regència de South Buru (centre administratiu Namrole) té una superfície de 5.060 km² i inclou l'illa Ambalau al sud-est de Buru (i altres petits illots). La seva estructura de govern no s'havia completat al febrer de 2010, i l'actual regent en funcions era aleshores AR Uluputti. La regència es divideix en 6 districtes: Namrole (centre - Elfule), Kepala Madan (centre - Biloro), Leksula (centre - Leksula), Fena Fafan (centre - Waekatin), Waesama (centre - Wamsisi) i Ambalau (centre Siwar); l'últim districte està totalment situat a l'illa d'Ambalau.

## Població

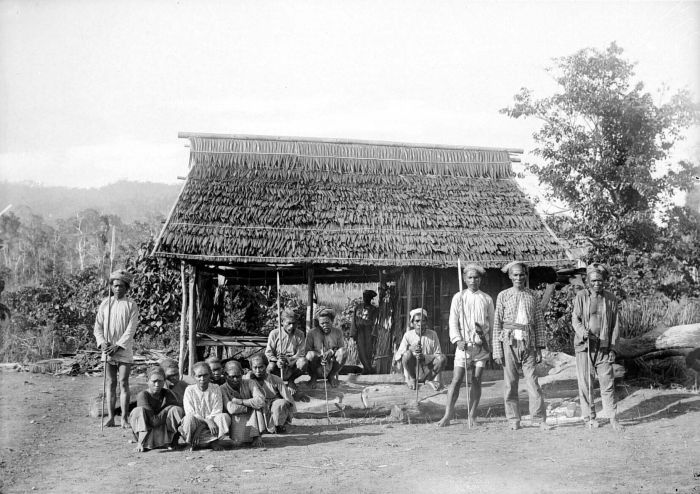
Veïns del poble de Waepote davant d'una casa a l'illa de Buru. Data i autor desconeguts.

Segons el Cens de 2010, la població de les illes administrades com a Buru era de 161.828 persones; al Cens de 2020 aquesta s'havia elevat a 210.648 amb uns 64,2% a la regència del nord i un 35,8% al sud; l'estimació oficial a mitjans de 2022 era de 215.277. La regència del sud incloïa l'illa més petita d'Ambalau al sud-est de Buru. A principis dels anys 2020, la major part de la població es concentrava a les zones costaneres, i comprenia els següents grups principals: indígenes Buru (33.000 persones), Lisela (13.000), Ambelau (6.000) i Kayeli (800); migrants de Java i migrants d'altres illes Maluku. La migració a Buru va ser estimulada per l'administració colonial holandesa a la dècada de 1900, i per les autoritats indonèsies en la dècada de 1950-1990. Les comunitats locals parlen els idiomes Buru, Lisela i Ambelau a la vida quotidiana, però, la llengua nacional indonèsia s'utilitza com a mitjà de comunicació internacional i també s'utilitza per escriure. També és comú el dialecte ambon de la llengua malaia (Melayu Ambon). Aquest últim s'utilitza àmpliament a les illes Moluques com a segona llengua i és una forma simplificada de la llengua indonèsia amb addicions del lèxic local. Alguns dialectes locals, com l'hukumina i el kayeli, es van extingir a la segona meitat del segle xx.
La composició religiosa de la població és heterogènia: el nombre d'insulars que practiquen l'islam sunnita (90%) i el cristianisme (10%) i la resta, principalment residents a zones muntanyoses remotes, segueixen els cultes locals tradicionals o no tenen una clara filiació religiosa. La crisi econòmica de la dècada de 1990 va provocar freqüents conflictes entre la gent de Buru per motius religiosos. Així, en pocs dies del desembre de 1999, 43 persones van ser assassinades i almenys 150 cases van ser cremades al poble de Wainibe.

## Història

### Període precolonial
Una de les primeres mencions de Buru es va produir a Nagarakretagama, un antic elogi javanès a Hayam Wuruk, el governant del Regne Majapahit, que data de 1365. L'illa apareix a la tercera línia de la 15a cançó de la llista de terres subordinades a Majapahit sota el nom de Hutan Kadali.
Als segles XVI-XVII Buru va ser reclamat pels governants de l'illa de Ternate i pels portuguesos; ambdues reivindicacions eren, però, simbòliques, ja que cap de les parts controlava l'illa, sinó que només la visitava per qüestions comercials. Més actius van ser els Makassar de l'illa de Célebes, que havien construït fortificacions a Buru i van obligar els nadius a cultivar espècies valuoses, com el clau d'olor.

### Període colonial

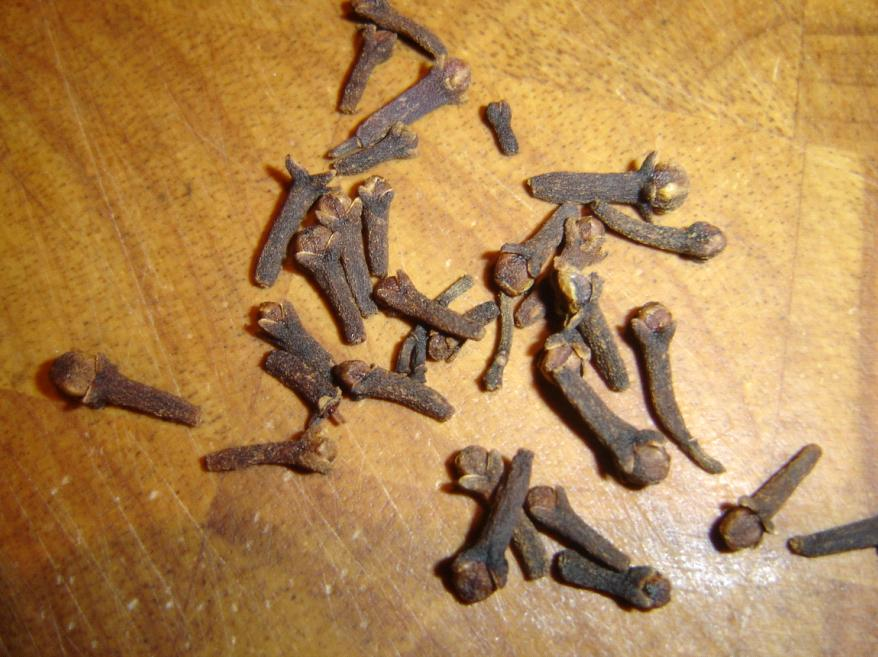
El clavell és una espècia amb un paper important en la història de l'illa de Buru.

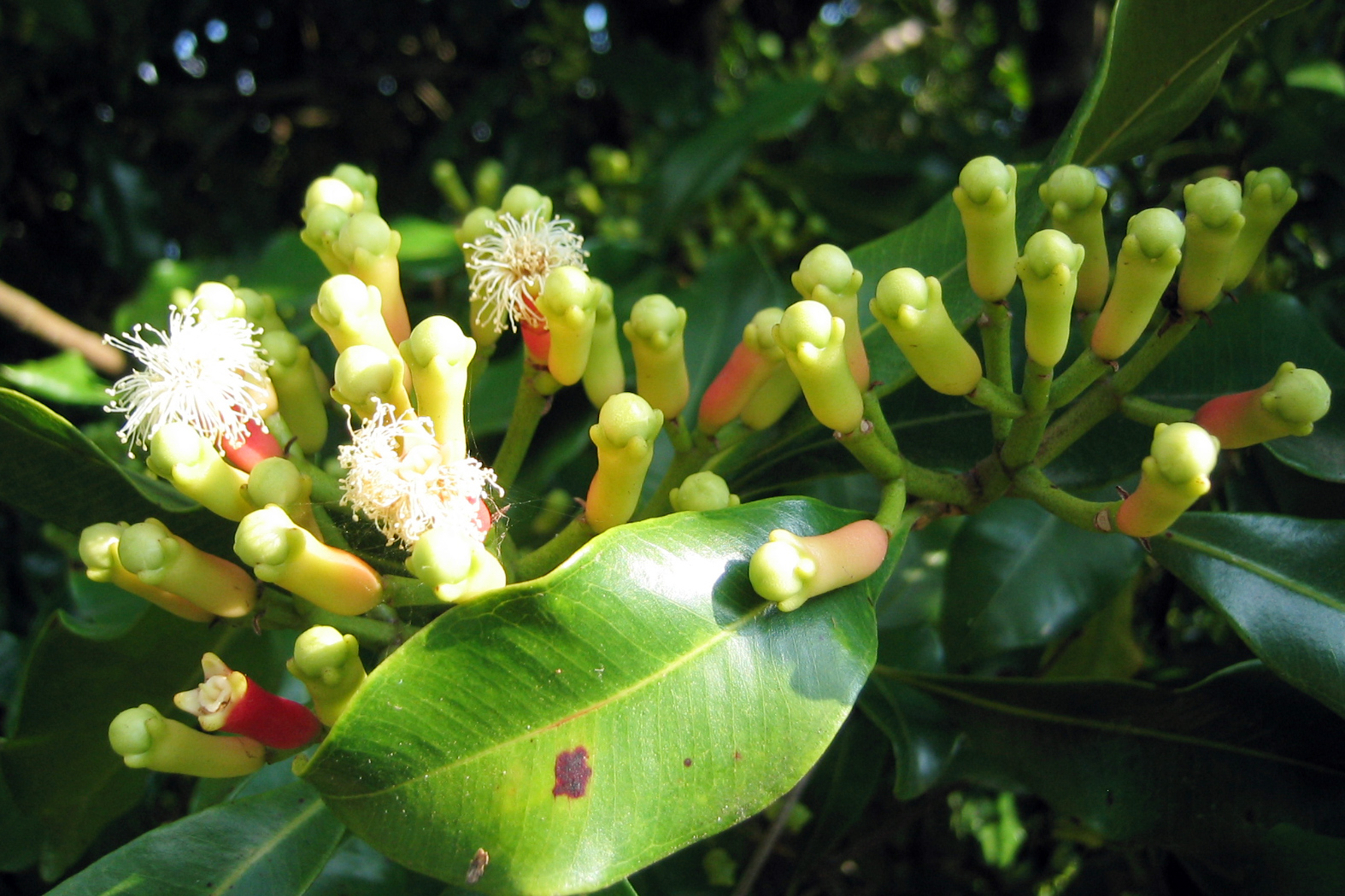
Aspecte de fulles, poncelles i flors de l'arbre del clavell d'olor.

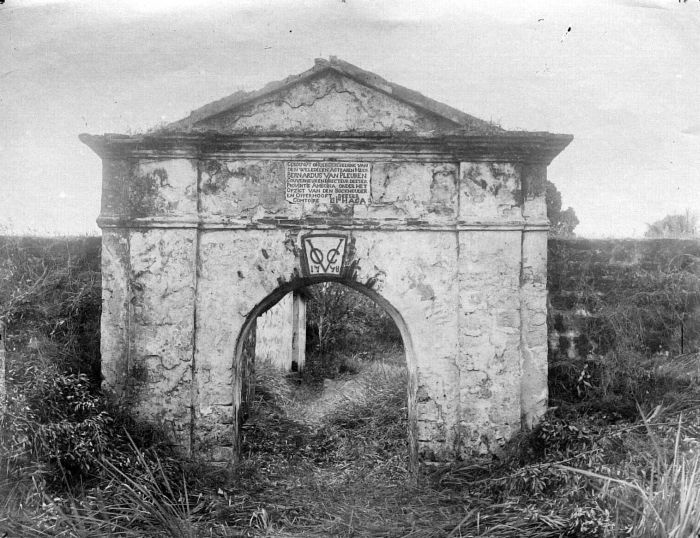
Porta principal de la fortalesa de VOC en la Badia Kayeli, fundada en 1748. Any de la fotografia: Al voltant de 1921.

La rivalitat entre Makassar i la Companyia Holandesa de les Índies Orientals (VOC acrònim neerlandès) pel control de la producció i el comerç d'espècies a l'est de l'arxipèlag malai va donar lloc a un conflicte militar. El 1648, una expedició holandesa a Buru va expulsar els Makassar de l'illa i va destruir els seus edificis i vaixells; en comptes de reutilitzar les plantacions de clau existents, els holandesos van cremar més de tres mil arbres, ja que no estaven en condicions d'establir-se a l'illa i tenien por que els Makassar poguessin tornar després de la seva partida. Van tornar després de diversos anys i van aixecar una fortalesa armada amb quatre canons i dotada per 24 soldats el 1658 a la costa sud de la badia de Kayeli, a la part oriental de Buru. Es va establir un assentament permanent a la fortalesa, que es va convertir en el centre administratiu de l'illa. Uns 2.000 habitants nadius de l'illa van ser traslladats per la força a aquesta zona des d'altres parts de l'illa, inclosa gran part de la noblesa tribal, i al voltant del fort es van construir uns tretze grans pobles: Lumaite, Hukumina, Palamata, Tomahu, Masarete, Waisama, Marulat, Leliali, Tagalisa, Ilat, Kayeli, Bara i Lisela. La reubicació es va dissenyar per facilitar el control de la població local i proporcionar una mà d'obra per als camps de clau que estaven plantant els holandesos en aquesta part de l'illa. L'ètnia Kayeli amb la seva pròpia llengua es va formar com una barreja dels colons nouvinguts i la població nativa de la zona del fort.

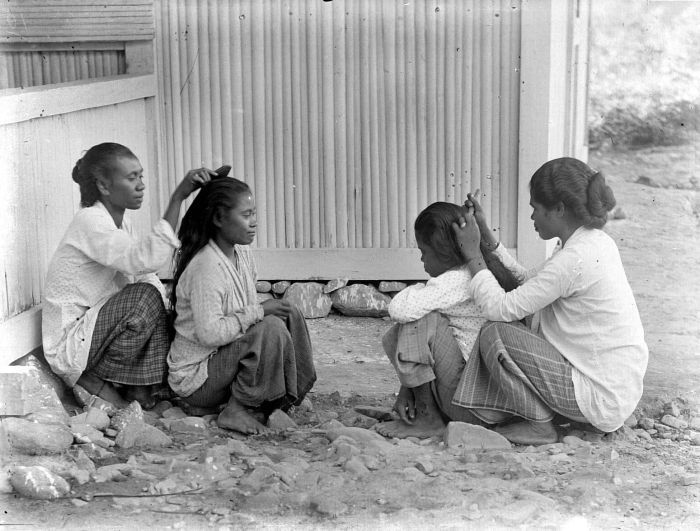
Dones de Buru a principis del segle XX

La presència entre els avantpassats de l'aristocràcia tribal i la interacció amb l'administració colonial holandesa van donar lloc a una posició especial per als Kayeli durant els segles següents, que van reivindicar el paper d'elit indígena de l'illa. En particular, van sol·licitar donacions de cada clan de Buru, que podien ser arròs, mill, cocos, sagú, moniatos i tabac, a més de subministrar homes per treballar exclusivament per als rajàs Kayeli.
La Companyia Holandesa de les Índies Orientals fou abolida a principis del segle xix, i totes les seves possessions a l'arxipèlag malai van quedar sota el control directe de la corona holandesa. El 1824, com a part de la reforma de l'administració colonial, Buru es va dividir en 14 regències (aquest nombre es va reduir gradualment a set durant els 100 anys següents). Estaven encapçalats pels governants locals, els rajàs, que estaven subordinats als assessors holandesos. Tots els rajàs van ser seleccionats entre els nobles de la tribu Kayeli, que en aquell moment havien demostrat la seva lleialtat als holandesos.
La desaparició del domini Kayeli va començar a la dècada de 1880, quan els líders dels clans Leliali, Wae Sama i Fogi van traslladar parts importants dels seus grups ètnics als seus assentaments originals; se'ls va unir a principis de 1900 Tagalisa. Aleshores, molts altres dels 13 pobles de Kayeli originals estaven abandonats o havien perdut els seus rajàs. Cap al 1910, el paper principal del clan Kayeli gairebé havia desaparegut.